# Réserve nationale de faune de l'Île-Raven
La réserve nationale de faune de l'Île-Raven (anglais : Raven Island National Wildlife Area) est une réserve nationale de faune du Canada située au sud du lac Lenore dans les municipalités rurales de Lake Lenore no 399 (en) et Three Lakes no 400 (en) en Saskatchewan. La réserve de 112 ha a été protégée en 1982 dans le but d'améliorer la valeur du lac Lenore en tant que refuge d’oiseaux migrateurs. Elle est administrée par le Service canadien de la faune.

## Faune
Le site abrite plusieurs espèces d'oiseaux : Bernache du Canada, Grand Héron, Pélican d'Amérique, Cormoran à aigrettes...